# Parcela de pădure de lângă Arșița
Parcela de pădure virgină (în ucraineană Праліс грабово-буково-дубовий) este un monument al naturii de tip botanic din raionul Storojineț, regiunea Cernăuți (Ucraina), situat la sud de satul Arșița. Este administrat de întreprinderea de stat „Silvicultura Storojineț”. Aria este situată în imediata apropiere a frontierei româno-ucrainene.
Suprafața ariei protejate constituie 5 hectare, fiind creată în anul 1979 prin decizia comitetului executiv regional. Statutul a fost atribuit conservării unei porțiuni de pădure cu plantații valoroase vechi (carpen, fag, stejar). Situl are semnificație științifică și forestieră ca eșantion al tipului de pădure virgină.